# Duchy moich byłych
Duchy moich byłych (ang. Ghosts of Girlfriends Past) – amerykańska komedia romantyczna z 2009 roku w reżyserii Marka Watersa. Film został wydany w Polsce w wersji DVD 16 października 2009.

## Obsada
- Matthew McConaughey – Connor Mead
- Jennifer Garner – Jenny Perotti
- Michael Douglas – Wayne Mead
- Emma Stone – Allison Vandermeersh
- Daniel Sunjata – Brad Frye
- Breckin Meyer – Paul Mead
- Lacey Chabert – Sandra Volkom
- Noureen DeWulf – Melanie
- Anne Archer – Vonda Volkom
- Amanda Walsh – Denice
- Camille Guaty – Donna
- Rachel Boston – Deena
- Robert Forster – Sergeant Major Mervis Volkom
- Logan Miller – nastoletni Connor Mead
- Christa B. Allen – nastoletnia Jenny Perotti
- Kasey Russell – młoda Jenny Perotti
- Devin Brochu – młody Connor Mead
- Albert M. Chan – Groomsbear Sam
- Christina Milian – Kalia
- Olga Maliouk – duch przyszłej dziewczyny
- Timothy Alexson – Bar Patron

## Fabuła
Lekkoduch Connor Mead podczas ślubu młodszego brata Paula i pięknej Sandry Volkom nawiedzany jest przez duchy jego byłych dziewczyn.

## Zdjęcia
Zdjęcia do filmu realizowane były na terenie amerykańskiego stanu Massachusetts.